# Liste von Jazzmusikern/J
| Abk.  | Instrument           |
| ----- | -------------------- |
| acc   | Akkordeon            |
| acl   | Altklarinette        |
| afl   | Altflöte             |
| arr   | Arrangement          |
| as    | Altsaxophon          |
| b     | Bass                 |
| bar   | Baritonsaxophon      |
| bcl   | Bassklarinette       |
| bjo   | Banjo                |
| bl    | Bandleader           |
| bo    | Bongo                |
| bs    | Basssaxophon         |
| cl    | Klarinette           |
| clo   | Cello                |
| comp  | Komponist            |
| cond  | Dirigent             |
| cor   | Kornett              |
| dr    | Schlagzeug           |
| eh    | Englischhorn         |
| ep    | Elektronisches Piano |
| fg    | Fagott               |
| fl    | Flöte                |
| flh   | Flügelhorn           |
| frh   | Frenchhorn           |
| gisy  | Gitarrensynthesizer  |
| git   | Gitarre              |
| gl    | Glockenspiel         |
| har   | Mundharmonika        |
| harp  | Harfe                |
| kb    | Kontrabass           |
| keyb  | Keyboard             |
| lyra  | Lyra                 |
| mando | Mandoline            |
| mar   | Marimba              |
| obo   | Oboe                 |
| org   | Orgel                |
| p     | Piano                |
| perc  | Perkussion           |
| picb  | Piccolobass          |
| pictp | Piccolotrompete      |
| reeds | Holzblasinstrumente  |
| sax   | Saxophon             |
| ss    | Sopransaxophon       |
| syn   | Synthesizer          |
| tb    | Tuba                 |
| th    | Tenorhorn            |
| tp    | Trompete             |
| trb   | Posaune              |
| ts    | Tenorsaxophon        |
| tt    | Turntables           |
| vib   | Vibraphon            |
| viola | Viola                |
| vl    | Violine              |
| voc   | Gesang               |

Diese Liste ist eine Unterseite der Liste von Jazzmusikern.

## Ja – Jd
- Wojciech Jachna tp
- Jules Jacob ts, fl, obo, hrn
- Bud Jacobson as, cl, p
- Harry Jacobson p, voc
- Olle Jacobsson tp
- Ali Jackson dr, comp
- Ali Jackson, Sr. kb
- Ambrose Jackson tp, comp
- Anthony Jackson b
- Alvin Jackson kb
- Chubby Jackson b
- Cliff Jackson p
- D. D. Jackson p, org
- Daniel Jackson sax, p
- Duffy Jackson, dr, b, p, voc
- Gene Jackson dr
- James Jackson dr, perc, fag
- Javon Jackson ts
- James Jackson cl, fl, perc
- John Jackson as, cl
- Leroy Jackson kb
- Mahalia Jackson voc
- Mike Jackson p
- Milt Jackson vib
- Noah Jackson kb
- Oliver Jackson dr
- Paul Jackson b, comp
- Paul Jackson Jr. git, comp
- Preston Jackson trb
- Ronald Shannon Jackson dr
- Quentin Jackson trb
- Tony Jackson p
- Willis Jackson ts
- Jules Jacob ts, obo, eh
- Claus Jacobi p, voc, as, ts, cl, arr
- Ariane Jacobi voc
- Claus Jacobi cl, sax, arr, p
- Frank Jacobi ts, as, fl
- Jeff Jacobs tp, flhn, electr
- Martin Jacobsen ts
- Pete Jacobsen p, keyb
- Bud Jacobson as, cl, p
- Mattias Jacobsson trb, p
- Illinois Jacquet ts
- Russell Jacquet tp, voc
- Benedikt Jäckle sax, fl
- Bent Jædig ts, fl
- Michael Jaeger ts, cl
- Jouni Järvelä as, ss, ts, cl, comp
- Jean-Marc Jafet b, comp
- Allan Jaffe git, comp
- Allan Jaffe tub, bl
- Max Jaffe dr, perc
- Nat Jaffe p
- Pat Jaffe p
- Władysław Jagiełło dr, comp
- Andrzej Jagodziński p, acc, arr
- Tony Jagitsch cl, cond, sax, dr
- Benedikt Jahnel p, comp
- Marcin Jahr dr
- Torbjørn S. Jakobsen as
- Zbigniew Jakubek keyb
- Robert Jakubiec tp
- Naïssam Jalal fl, nay
- Louise Jallu bandoneon, comp
- Ahmad Jamal p
- Khan Jamal vib
- Benny James git, bjo
- Billy James dr
- Bob James p
- David „Jelly“ James trb
- Elmer James b
- Etta James voc
- George James as, ss, bar, cl, fl
- Harry James tp, bl
- Pinocchio James voc
- Stafford James b, kb, bl
- Hakim Jami tu, euph, kb
- Carl Janelli bar, ts, cl
- Curdin Janett acc, kb, p, trb
- Domenic Janett cl, sax, comp
- Niculin Janett as, ts, ss, cl, fl, comp
- Jon Jang p
- Sol Jang p, comp
- Clément Janinet vln, comp
- Michael Janisch kb, eb, comp
- Bodek Janke dr, perc
- Jan Jankeje (Kurhadanadur) b
- Paolo Jannacci p, comp, voc
- Karl Jannuska dr, comp
- Tone Janša as, ts, ss, fl, comp
- Arne Jansen git, comp
- Robbie Jansen as, fl, voc
- Peter Janson kb, comp
- Guus Janssen p
- Huub Janssen dr, voc, bl
- Wim Janssen dr, perc
- Lars Jansson p, keyb, comp
- Lennart Jansson bar, sax, cl
- Neko Jaras trb
- Joseph Jarman as, ts, cl, fl
- Achim Jaroschek p, dr
- Sébastien Jarrousse ts, ss
- Clifford Jarvis dr
- Jane Jarvis p, org
- Chris Jarrett p, org
- Edmonia Jarrett voc
- Keith Jarrett p, keyb, rec, org, ss, comp
- Antonio Jasevoli git
- Jievaras Jasinskis trb, arr, comp, cond
- Sławek Jaskułke p, comp
- Bobby Jaspar ts, fl, cl
- Lex Jasper p, arr, comp
- Christian Jaudes tp
- Salim Javaid as, ss
- Vilmos Jávori dr

## Je-Ji
- Faustin Jeanjean tp
- Maurice Jeanjean as, cl
- Frank J. Jeanmarie Sr. as, comp, arr, bl
- Hervé Jeanne kb, eb
- François Jeanneau sax, fl, bl
- André Jeanquartier p
- Thore Jederby kb, ld
- Jack Jeffers b-trb, tb
- Eddie Jefferson voc
- Carter Jefferson ts, as
- Gene Jefferson ts, cl, fl
- Hilton Jefferson as
- Ron Jefferson, dr
- Harold Jefta as
- David Jehn b
- Erik Jekabson tp, flhn, vib
- Arta Jēkabsone voc
- Max Jendly p, comp, arr, cond
- Manuela Jendretzke as, ss, fl, perc, comp, arr
- Billy Jenkins git, p, voc
- George Jenkins dr
- Marvin Jenkins p, voc, fl, org, sax
- Meinhard Obi Jenne dr, p, bl
- Uli Jenneßen dr, perc
- Jack Jenney trb
- Chris Jennings kb, comp, arr
- Jerome Jennings  dr
- Christine Jensen sax, comp
- Henrik Jensen kb
- Ingrid Jensen tp, flh
- Kris Jensen sax
- Theis Jensen tp, co, voc
- Walter Jenson tp, comp, arr, bl
- Jean-François Jenny-Clark kb
- Song Yi Jeon voc, comp
- Eunhye Jeong p, comp
- Rafael Jerjen b, comp
- Robin Jermer b, syn
- Simon Jermyn b, git
- Sofia Jernberg voc, comp
- Jerry Jerome as, ts, cl
- Malcolm Jiyane trb, voc, arr
- Thomas Jillings reeds

## Joa – Joh
- Maria João voc
- Ernesto Jodos p, comp
- Bjørn Johansen sax, fl
- Egil Johansen dr
- Gisle Johansen ts, ss
- Håkon Mjåset Johansen dr
- Jonas Johansen dr
- Nils-Olav Johansen git, voc
- Per Oddvar Johansen dr
- Roger Johansen dr, comp
- Tore Johansen tp, comp
- Vidar Johansen sax, fl, bcl
- Åke Johansson p
- Ove Johansson ts, EWI, electronics, comp
- Per „Texas“ Johansson sax, cl, bcl
- Sven-Åke Johansson dr, voc
- Daryl Johns kb
- Aaron J. Johnson trb, b-trb
- Allyn Johnson p
- Alonzo Pookie Johnson sax, voc
- Archie Johnson tp
- Bill Johnson (Kontrabassist) b
- Bill Johnson (Banjospieler) bjo, git
- Bill Johnson (Saxophonist) as, cl, arr
- Billy Johnson dr
- Budd Johnson ts
- Bunk Johnson tp
- Candy Johnson ts, as
- Charlie Johnson bl, p
- Cee Pee Johnson dr
- David Earle Johnson perc, voc, comp
- Dewey Johnson tp
- Dink Johnson dr, cl, p
- Edith Johnson p, voc
- Emma Johnson ts
- Freddy Johnson voc, p
- Gabriel Johnson tp, flhn
- Gus Johnson dr
- J. J. Johnson trb
- James P. Johnson p
- Josh Johnson as, keyb
- LaMont Johnson p
- Keg Johnson trb
- Lem Johnson ts, cl, voc
- Lonnie Johnson voc
- Malte Johnson as, bl, cond
- Manzie Johnson dr
- Marc Johnson b
- Max Johnson kb
- Maya Johnson ts
- Money Johnson tp, flhn, voc
- Osie Johnson dr
- Pete Johnson p
- Reggie Johnson kb, trb
- Richard Doron Johnson p
- Rudolph Johnson sax
- Russ Johnson tp
- Vinnie Johnson dr
- Philip Johnston as, ss
- Ron Johnston p
- Randy Johnston git
- James Johnstone git, b, keyb, perc

## Jol – Jop
- Frank Jolliffe git
- Pete Jolly p, acc
- Chris Jonas ss
- Al Jones, dr
- Alan Jones dr, comp
- Alan Rankin Jones p, comp
- Bobby Jones ts
- Boogaloo Joe Jones git
- Brad Jones kb
- Burgher ‚Buddy‘ Jones kb
- Carmell Jones tp
- Clarence M. Jones p
- Claude Jones trb
- Clifford Jones dr
- Connie Jones tp, cor
- Dale Jones kb, voc
- Davey Jones, tp, sax, frh
- Elvin Jones dr
- Dolly Jones tp, cor
- Hank Jones p
- Harold Jones dr
- Herbie Jones tp, arr
- Inez Jones voc, p
- Jap Jones trb
- Jessica Jones sax
- Jimmy Jones p
- Jo Jones dr
- Jonah Jones tp
- Marvin Jones dr
- Mike Jones p
- Nat Jones p
- Oliver Jones p
- Pablo Martín Jones perc, dr
- Percy Jones bg
- Philly Joe Jones dr
- Quincy Jones tp, arr
- Ralph Jones sax, fl, cl
- Rufus Jones dr
- Rufus „Speedy“ Jones dr
- Reunald Jones tp
- Richard M. Jones p
- Rodney Jones git
- Rufus Jones dr
- Sam Jones kb, b
- Sean Jones tp
- Slick Jones dr, vib
- Thad Jones tp, cor, flh, trb, arr, bl
- Tommy „Madman“ Jones ts
- Tony Jones ts
- Victor Jones dr
- Willie Jones II p
- Willie Jones (Schlagzeuger, 1929) dr
- Willie Jones III dr
- Roos Jonker voc
- Kazimierz Jonkisz dr, comp
- Þorgrímur Jónsson kb
- Wilbert de Joode kb
- Herbert Joos tp, flh, comp
- Scott Joplin p, comp

## Jor – Jz
- Angelina Jordan voc
- Clifford Jordan ts
- Duke Jordan p
- Joe Jordan p, vl, dr
- Kidd Jordan cl, sax
- Louis Jordan as
- Paul Jordan p, arr, comp
- Sheila Jordan voc
- Stanley Jordan git
- Steve Jordan git
- Taft Jordan tp
- Hansruedi Jordi tp
- Kristian Jørgensen vl
- Knud Jørgensen p, org
- Per Jørgensen tp, flh, cor, voc, git, comp
- Peter Ole Jørgensen dr
- Reid Jorgensen  dr, perc
- Theo Jörgensmann cl
- Anders Jormin b
- Enrique Jorrín viol, arr, comp, cond
- Manfred Josel dr
- Rudolf Josel trbn
- Bradley Joseph comp, arr, p, keyb
- Don Joseph cor, tp
- Pleasant Joseph voc
- Raphael Jost voc, p
- Rob Jost kb, fr-h
- Tizian Jost p, ep, vib, arr
- Tanguy Jouanjantp
- Alain Joule perc
- Linda Jozefowski fl
- Lucien Juanico tp
- Oleg Judanow dr, perc
- Gábor Juhász git
- Robert Jukič b, comp
- Jerry Jumonville ts
- Jacky June cl, as, ts, ss, cond
- Berit Jung kb, voc
- Fabian Jung dr
- Heiko Jung bg, kb, comp
- Jean-Yves Jung org, p, comp
- Sven Jungbeck git
- Axel Jungbluth p, arr, comp
- Barbara Jungfer git
- Heinz Junghans tp, ld
- Manfred Junker git
- Jelena Jurajewa p
- Vic Juris git
- Darko Jurković git
- Laura Jurd tp, syn, comp
- Bastian Jütte dr
- Mette Juul voc, git, comp